# 钱海鑫
钱海鑫（1955年—），江苏无锡人，汉族，中华人民共和国政治人物、第十二届全国人民代表大会江苏地区代表。
毕业于苏州医学院外科学专业，加入九三学社。现任九三苏州主委。担任苏州大学附属医院副院长。2008年起担任全国人大代表。2013年，被连任为全国人大代表。